# Алумијере
Алумијере (итал. Allumiere) је насеље у Италији у округу Рим, региону Лацио.
Према процени из 2011. у насељу је живело 3603 становника. Насеље се налази на надморској висини од 522 м.

## Становништво
Према резултатима пописа становништва 2011. у општини је живело 4.133 становника.
| 1931. | 1936. | 1951. | 1961. | 1971. | 1981. | 1991. | 2001. | 2011. |
| ----- | ----- | ----- | ----- | ----- | ----- | ----- | ----- | ----- |
| 3.840 | 3.945 | 4.245 | 4.029 | 4.015 | 4.130 | 4.273 | 4.187 | 4.133 |

## Партнерски градови
- Puçol